# Vtáčkovce
Vtáčkovce (bis 1948 slowakisch „Ptáčkovce“; ungarisch Patacskő – älter Patacskó) ist eine Gemeinde im Osten der Slowakei mit 1305 Einwohnern (Stand 31. Dezember 2024), die zum Okres Košice-okolie, einem Teil des Košický kraj, gehört.

## Geographie
Die Gemeinde befindet sich im Ostteil des Talkessels Košická kotlina im Tal des Baches Trstianka. Das Ortszentrum liegt auf einer Höhe von 390 m n.m. und ist 20 Kilometer von Košice entfernt.
Nachbargemeinden sind Bunetice im Norden und Nordosten, Kecerovce im Osten und Süden, Ploské im Westen und Varhaňovce im Nordwesten.

## Geschichte
Der Ort wurde zum ersten Mal 1427 als Pathay schriftlich erwähnt. Damals hatte das im Herrschaftsgebiet von Lipovec gelegene Dorf 10 Porta. 1787 hatte die Ortschaft 18 Häuser und 130 Einwohner, 1828 zählte man 22 Häuser und 185 Einwohner, die als Förster und Landwirte beschäftigt waren.
Bis 1918/1919 gehörte der im Komitat Scharosch liegende Ort zum Königreich Ungarn und kam danach zur Tschechoslowakei beziehungsweise heute Slowakei.

## Bevölkerung
| Jahr                | 1994 | 2004     | 2014     | 2024     |
| ------------------- | ---- | -------- | -------- | -------- |
| Anzahl der Personen | 572  | 829      | 1035     | 1305     |
| Unterschied         |      | +44,93 % | +24,84 % | +26,08 % |

| Jahr                | 2023 | 2024    |
| ------------------- | ---- | ------- |
| Anzahl der Personen | 1279 | 1305    |
| Unterschied         |      | +2,03 % |

Gemäß der Volkszählung 2011 wohnten in Vtáčkovce 935 Einwohner, davon 454 Roma, 367 Slowaken und ein Magyare. 113 Einwohner machten keine Angabe zur Ethnie.
558 Einwohner bekannten sich zur römisch-katholischen Kirche, 123 Einwohner zur griechisch-katholischen Kirche, 47 Einwohner zur apostolischen Kirche, 40 Einwohner zur Evangelischen Kirche A. B., vier Einwohner zur neuapostolischen Kirche, jeweils zwei Einwohner zu d den Baptisten, zur orthodoxen Kirche und zur Pfingstbewegung sowie ein Einwohner zur evangelisch-methodistischen Kirche. Sieben Einwohner waren konfessionslos und bei 149 Einwohnern wurde die Konfession nicht ermittelt.